# Ronald Steele
Ronald Steele (Birmingham, 22 aprile 1986) è un ex cestista statunitense, professionista in Europa.

## Carriera
Si mette in luce con la maglia degli Alabama Crimson Tide, ma non viene scelto nel draft NBA 2009.
Si trasferisce quindi in Europa dove milita per due stagioni nel Bnei HaSharon in Israele per poi arrivare nel 2011 in Turchia al Tofas Bursa.
Il 24 luglio 2012 firma un contratto con la Sutor Basket Montegranaro.
Il 10 marzo 2013 rescinde il contratto con la società marchigiana per accasarsi il giorno seguente alla squadra israeliana del Hapoel Gerusalemme.
Passa alla PMS Torino il 9 agosto 2013 e diventa il primo giocatore statunitense nella storia della squadra torinese.